# (28866) Chakraborty
(28866) Chakraborty est un astéroïde de la ceinture principale d'astéroïdes.

## Description
(28866) Chakraborty est un astéroïde de la ceinture principale d'astéroïdes. Il fut découvert le 6 mai 2000 à Socorro (Nouveau-Mexique) par le projet LINEAR. Il présente une orbite caractérisée par un demi-grand axe de 2,37 UA, une excentricité de 0,12 et une inclinaison de 9,4° par rapport à l'écliptique.

## Compléments